# 毛維騶
毛维驺（？—？），號海若，順天府蓟州官籍山西平陽府太平县人，明朝政治人物。

## 生平
性耿介，有侠气，学宫倾圮，慷慨贷金千馀修之。万历十年（1582年）壬午科順天乡试舉人，二十九年（1601年）辛丑科登进士，歴山东临淄县、益都、河南新乡县等三县令，治绩奏最，所在去思。擢为户部郎中，督饷宣镇，忤时不合，中伤解组。里居时，飘然豪宕，挥洒成文。赡内外族，以义田周乡人之婚丧不举者，公举乡贤。
蓟州有「五攀丹桂坊」，为通政使毛伦（天顺乙未進士）、通判毛应时（弘治戊午舉人）、户部左侍郎毛钢（嘉靖癸丑进士）、户部郎中毛维驺（万历辛丑進士）、毛云翰（天启辛酉舉人）所立。

## 家族
曾祖毛翰；祖毛暉，恩生、鸿胪寺序班；父毛𩥉。继室莫氏，驺亡，莫哀毁骨立，苦心教诸子，俱克有成。